# جاكوب نيلسن (عالم حاسوب)
جاكوب نيلسن (بالدنماركية: Jakob Nielsen)‏ (و. 1957  م) هو عالم حاسوب، وكاتب، ومطور ويب، وشخصية أعمال دنماركي، ولد في كوبنهاغن.

## التعليم
تعلم في جامعة الدنمارك الفنية
.

## جوائز
حصل على جوائز منها:

الجوائز والأوسمة لجيش الولايات المتحدة ‏ (2006)